# Zajeltsovskaja
Zajeltsovskaja (Russisch: Заельцовская) is een station van de metro van Novosibirsk. Het station werd geopend op 2 april 1992 en is het noordelijke eindpunt van de Leninskaja-lijn. Het metrostation bevindt zich onder het Plosjtsjad Kalinina (Kalininplein), aan de noordrand van het stadscentrum. Station Zajeltsovskaja dankt zijn naam aan het stadsdeel waarin het gelegen is, dat op zijn beurt genoemd is naar het riviertje de Jeltsovka. In de planningsfase werd het station Plosjtsjad Kalinina genoemd, naar het bovenliggende plein. In de omgeving van het station bevinden zich zowel grote woonwijken als industriegebieden.
Het station is ondiep gelegen en beschikt over een perronhal met een gewelfd plafond. De wanden langs de sporen zijn bekleed met wit marmer, de vloer is geplaveid met rood graniet. Aan rails aan het plafond zijn in zeven rijen lampen opgehangen. Aan het noordelijke uiteinde van het perron leiden roltrappen naar een van de twee stationshallen. De zuidelijke stationshal is enkel met trappen te bereiken, omdat deze door de helling van het bovenliggende landschap richting de Jeltsovka minder diep gelegen is. De bovengrondse toegangen van het station bevinden zich op de begane grond van wooncomplexen aan weerszijden van het Plosjtsjad Kalinina.

## Externe links

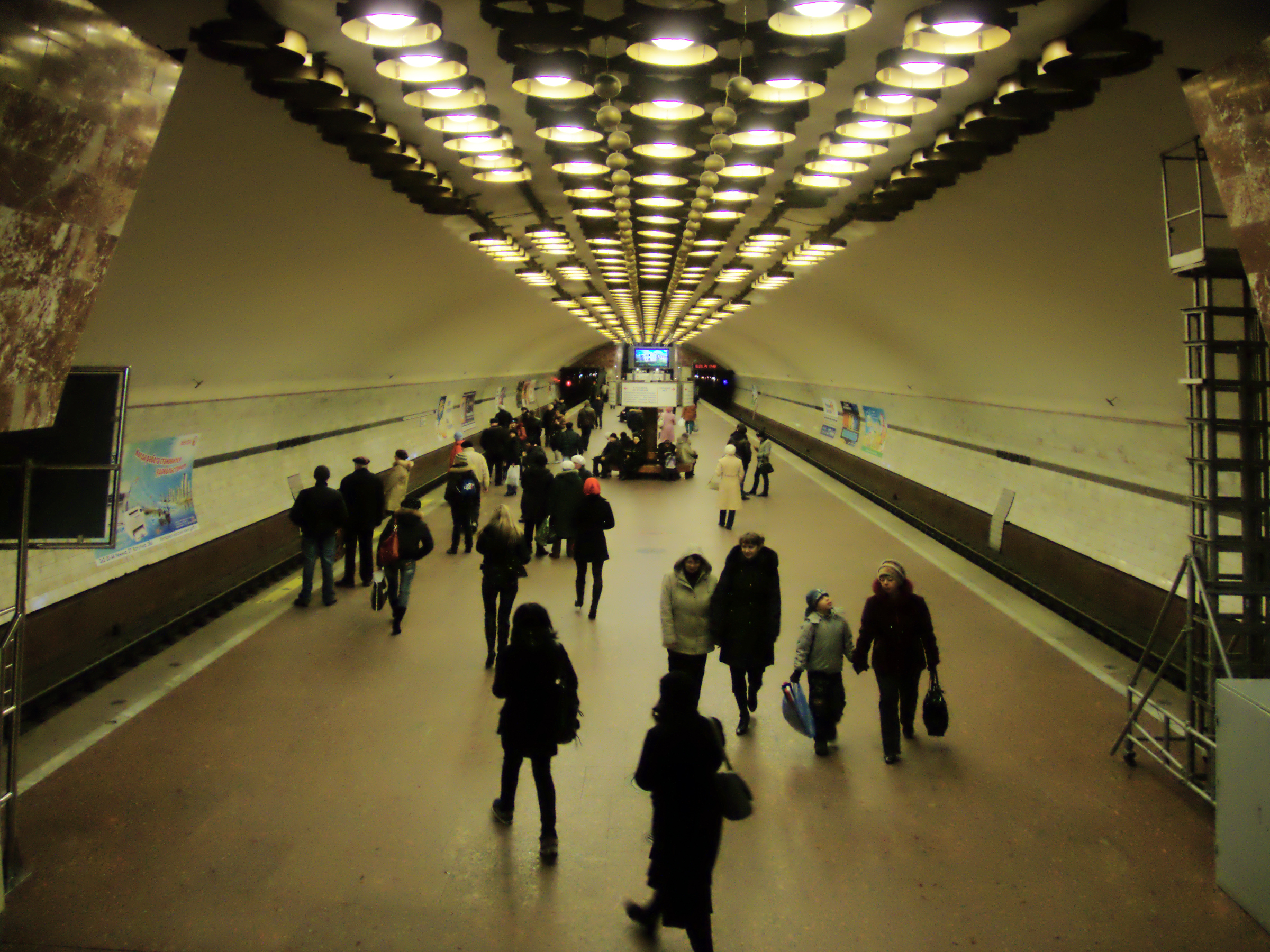
Zajeltsovskaja